# Халимеда (спътник)
Халимеда е ретрограден нерегулярен спътник на Нептун. Открит е от екипa на Матю Холман на 14 август 2002 г.
Спътникът е вторият от Нептуновите с най-голям ексцентрицитет и третият с най-голяма инклинация. Диаметърът на Халимеда е около 62 km и има неутрален (сив) цвят във видмината светлина.
Халимеда (друго обозначение Нептун 9) както много от другите външни спътници на Нептун е кръстена на една от Нереидите, петдесетте дъщери на Нерей и Дорида. Преди опевестяването на нейното име на 3 февруари 2007 г., за обозначение на спътника се използвало временното име S/2002 N 1.